# Manettia weberbaueri
Manettia weberbaueri är en måreväxtart som beskrevs av Kurt Krause. Manettia weberbaueri ingår i släktet Manettia och familjen måreväxter.
Artens utbredningsområde är Peru. Inga underarter finns listade i Catalogue of Life.